# Владимир (Агибалов)
Епископ Владимир (в миру Владимир Викторович Агибалов; род. 17 апреля 1966, Томск) — архиерей Русской православной церкви, епископ Новокузнецкий и Таштагольский.

## Биография
Родился 17 апреля 1966 года в Томске в семье служащих.
В 1983 году окончил среднюю общеобразовательную школу № 84 города Кемерово. В этом же году поступил в Кемеровский государственный университет на исторический факультет.
В 1984 года призван в Советскую армию. Срочную службу проходил в городе Уральске Казахской ССР. Там же в 1986 году крестился.
В 1986 году после увольнения в запас продолжил обучение в Кемеровском государственном университете, который окончил в 1990 году, получив диплом по специальности «Преподаватель истории и обществоведения».
В 1990—1991 годы работал старшим инженером социологической лаборатории Кемеровского технологического института пищевой промышленности.
8 августа 1992 года епископом Красноярским и Енисейским Антонием (Черемисовым) был рукоположен во диакона, после чего служил в Знаменском храме города Кемерово (с 1993 года — кафедральный собор).
13 июля 1994 года епископом Кемеровским и Новокузнецким Софронием (Будько) рукоположен в сан иерея и назначен штатным священником и ключарём Знаменского собора города Кемерово.
В 1995 году поступил на пастырско-богословский факультет заочного отделения Православного Свято-Тихоновского богословского института, который окончил в 2000 году.
В 2000 году возведён в сан протоиерея.

### Архиерейство
25 июля 2014 года решением Священного синода Русской православной церкви избран епископом Новокузнецким и Таштагольским.
27 июля 2014 года в Пантелеимоновом мужском монастыре села Безруково Новокузнецкого района Кемеровской области настоятелем обители игуменом Пименом (Сапрыкиным) пострижен в малую схиму с именем Владимир в честь священномученика Владимира, митрополита Киевского и Галицкого.
28 июля 2014 года в Знаменском кафедральном соборе города Кемерово митрополитом Кемеровским и Прокопьевским Аристархом (Смирновым) возведён в сан архимандрита.
1 сентября 2014 года в Большом соборе Донского ставропигиального монастыря в Москве хиротонисан во епископа Новокузнецкого и Таштагольского. Хиротонию совершили: Патриарх Кирилл, митрополит Санкт-Петербургский и Ладожский Варсонофий (Судаков), митрополит Кемеровский и Прокопьевский Аристарх (Смирнов), митрополит Ставропольский и Невинномысский Кирилл (Покровский), архиепископ Сергиево-Посадский Феогност (Гузиков), председатель Синодального отдела по монастырям и монашеству; епископ Солнечногорский Сергий (Чашин), епископ Мариинский и Юргинский Иннокентий (Ветров).
Приходы Новокузнецка и Новокузнецкого района с 14 января 2015 разделены на 5 благочиний (общее число благочиний в епархии 11).
Является ведущим программы Благовест на Ново-ТВ